# Ahmed Yassine
Pour les articles homonymes, voir Yacine.
« Cheikh Yassine » redirige ici.  Pour la personnalité marocaine, voir Abdessalam Yassine.
Ahmed Yassine, né le 1er mai 1937 et mort assassiné le 22 mars 2004 à Gaza,, est un homme politique palestinien, fondateur et dirigeant spirituel du Hamas.
Il était tétraplégique depuis un accident de sport survenu à l'âge de 12 ans et était aussi malvoyant.
Adversaire des accords d'Oslo et de toute solution négociée avec les Israéliens, Yassine refusait fermement de reconnaître l'État d’Israël et il fut pendant longtemps aux commandes directes de plusieurs attentats-suicides en Israël. Sa position évolue au début des années 2000 et il se déclare prêt à accepter une négociation de paix avec Israël.
Il est assassiné par l'armée israélienne le 22 mars 2004 à Gaza.

## Biographie

### Jeunesse
Yassine est né en 1937 dans le village d'Al-Goura près d'Ashkelon, en Palestine alors sous mandat britannique. Il grandit dans la pauvreté et devient paralysé à l'âge de 12 ans.
En 1948, son village de naissance est rasé par l'armée israélienne et il se réfugie dans la bande de Gaza, tout comme 200 000 autres réfugiés,.
Yassine commence à étudier à l'université al-Azhar au Caire, en Égypte, après avoir suivi un collège d'enseignement général, mais ne peut y poursuivre ses études en raison de la détérioration de sa santé. Yassine rejoint le mouvement des Frères musulmans.
Après une année sans emploi, il parvient à être engagé pour enseigner la langue arabe dans une école de la ville de Gaza. Il épouse Halima Yassine, en 1960 à l'âge de 22 ans. Ils eurent 11 enfants.

### Militantisme
En 1973, Yassine crée l’organisation caritative islamique Al-Moujamma al-Islami avec Abdel Aziz al-Rantissi auprès des autorités israéliennes, ayant alors pris la maîtrise de la bande de Gaza, ce qui servira de base institutionnelle au Hamas.
Le régime militaire israélien à Gaza perçoit d'abord favorablement la fondation du mouvement islamiste. Ce dernier se consacre à l'islamisation de la société palestinienne, réduisant l'influence de l'Organisation de libération de la Palestine (OLP) d'orientation nationaliste et laïc, et ne s'oppose pas frontalement à l'occupation israélienne. Ahmed Yassine défend au contraire une ligne de coopération avec les autorités d’occupation. Certains officiers israéliens critiquent le soutien de leur hiérarchie au mouvement islamiste mais ils ne sont pas écoutés.
Le déclenchement de la première intifada en 1987 questionne les mouvements religieux palestiniens quant au comportement à adopter. C'est à partir de cette période que Cheikh Yassine décide sous la pression de ses lieutenants, de passer à la lutte armée. Le Hamas (Mouvement de résistance islamique) est fondé pour constituer « l'aile para-militaire » et palestinienne des Frères musulmans.
Ses appels à la lutte armée trouvent un écho favorable auprès de Palestiniens désabusés par les échecs des tentatives de paix et par les contraintes quotidiennes imposées par l'armée israélienne dans les territoires occupés. Cheikh Yassine justifie le terrorisme comme mode opératoire face à l'occupation israélienne, estimant que l'insécurité affaiblira l’État israélien. Il répète que le Hamas n'arrêtera les attaques suicides qu'à condition que l'armée israélienne cesse « de tuer des femmes, des enfants et des civils innocents ». Les services de renseignement israéliens observent la popularité grandissante du mouvement islamiste : « Plusieurs facteurs sont à l’origine de ce phénomène : l’impasse dans laquelle se trouve le processus diplomatique, la détérioration de la situation économique dans les territoires et l’impression qu’aucune solution au problème palestinien ne se profile à l’horizon. Le Hamas représente donc, en jouant sur les sentiments islamistes, une alternative à l’OLP ».
Il est arrêté par Israël et condamné à la prison à perpétuité en 1989. Selon le chef du renseignement dans les prisons israéliennes, il vivait dans des conditions très difficiles : « Nous lui rendions les choses difficiles. Il n’avait pas le droit de recevoir des visites (…) Nous le gardions dans une petite cellule où la température dépassait 45° en été et où il gelait en hiver ». En 1997, Yassine est libéré pour être échangé contre deux membres du Mossad emprisonnés en Jordanie à la suite de l'échec à Amman d'une tentative d'assassinat de Khaled Mechaal, autre dirigeant du Hamas. Yassine retourne à Gaza après plusieurs années d'incarcération, où il est accueilli en héros par les Palestiniens.
Sur le plan politique le Hamas s'éloigne progressivement de l'islamisme radical au profit du nationalisme. Il remplace son projet d'« État islamique » par un projet de « société islamique », abandonne la rhétorique antijuive et accepte comme résolution au conflit israélo-palestinien soit le principe de deux États, soit d'un seul réunissant Arabes et juifs.
Pendant les différentes étapes du « processus de paix » entre Israël et l'Autorité palestinienne, Yassine est placé brièvement en résidence surveillée à deux reprises, en décembre 2001 et juin 2002, par l'Autorité palestinienne, qui craint qu'il ne gêne les négociations. Mais, à chaque fois, il est finalement libéré, souvent à la suite d'importantes manifestations de ses partisans.
Il défend l'idée d'une trêve de longue durée entre les Palestiniens et Israël dans les frontières de 1967, ajoutant qu’il appartiendrait « à la génération suivante » de décider si elle devrait ou non reprendre le combat. Le dirigeant israélien Ariel Sharon rejette cependant toute avancée dans ce domaine.

### Assassinat
Le 13 juin 2003, des sources israéliennes annoncent qu'Ahmed Yassine « n'est pas protégé » contre un éventuel assassinat ciblé de l'armée israélienne. Trois mois plus tard, le 6 septembre 2003, des F-16 de l'armée de l'air israélienne lancent une bombe de 250 kg sur une habitation de la ville de Gaza. Ahmed Yassine, qui se trouvait à l'intérieur du bâtiment, est légèrement blessé. Les fonctionnaires israéliens confirmeront plus tard que Ahmed Yassine était la cible de l'attaque. L'échec de l'opération est dû à un désaccord entre le Shin Bet qui souhaitait utiliser une bombe d'une tonne et l'armée de l'air qui souhaitait annuler l'opération de peur de dommages collatéraux. Une solution de compromis fut finalement retenue par Ariel Sharon qui se révéla inefficace. Ahmed Yassine fut soigné à l'hôpital Al-Shifa, à Gaza.
Après cette attaque, Ahmed Yassine déclare aux journalistes : « Le temps prouvera que la politique d'assassinat ne détruira pas le Hamas. Les dirigeants du Hamas veulent être des martyrs et n'ont pas peur de la mort. Le Jihad continuera et la résistance continuera jusqu'à ce que nous ayons la victoire, ou nous serons des martyrs ». Plus tard, Ahmed Yassine déclare encore que le Hamas donnera « une leçon inoubliable à Israël », en représailles à cette attaque.
Finalement, Ahmed Yassine est assassiné dans une autre attaque israélienne, le 22 mars 2004, alors qu'il quitte une mosquée pour la première session de prières du matin. Il est frappé par trois missiles tirés depuis un hélicoptère Apache, et il est tué sur le coup ; neuf spectateurs ainsi que ses deux gardes du corps y perdent la vie. Deux de ses fils sont blessés. Ismail Haniyeh, alors porte-parole du Hamas, fait la déclaration suivante : « C'est la fin dont le cheikh Ahmed Yassine avait rêvé. » La direction du Hamas déclara qu'Ariel Sharon avait « ouvert les portes de l'enfer ».
Un certain nombre de pays (à l'exception notable des États-Unis), ont condamné l'assassinat d'Ahmed Yassine, critiquant son caractère extra-judiciaire et estimant qu'il risquait de conduire à une nouvelle escalade,. Durant les protestations en Cisjordanie et à Gaza, de violents accrochages ont opposé des manifestants en colère à des soldats israéliens. Des manifestations, dispersées à coups de balles caoutchoutées et de grenades lacrymogènes, ont eu lieu dans toutes les villes occupées, faisant deux morts et des dizaines de blessés.
Quelque 200 000 Palestiniens participent aux funérailles du cheikh Yassine à Gaza.